# Creatorul (film din 2023)
The Creator (Creatorul) este un film american de acțiune științifico-fantastic din 2023, produs și regizat de Gareth Edwards, care a scris scenariul împreună cu Chris Weitz. Filmul îi are în distribuție pe John David Washington, Gemma Chan, Ken Watanabe, Sturgill Simpson și Allison Janney. Are loc în 2070, la 15 ani după o explozie nucleară în Los Angeles care a dus la un război împotriva inteligenței artificiale. Un fost agent al forțelor speciale este recrutat pentru a vâna și ucide „Creatorul”, care a dezvoltat o armă misterioasă cu puterea de a pune capăt acestui război.
Dezvoltarea filmului a început în noiembrie 2019, când Edwards a semnat pentru a regiza și a scrie un proiect științifico-fantastic fără titlu pentru New Regency și a fost anunțat oficial în februarie 2020. Washington a fost angajat în mai 2021, iar restul distribuției s-a alăturat anul viitor. Filmările au început în ianuarie 2022 în Thailanda, cu un buget de producție de 80 de milioane de dolari americani și s-au încheiat în luna mai.
Creatorul a fost lansat în Statele Unite la 29 septembrie 2023, de către 20th Century Studios. Filmul a încasat 103,4 milioane de dolari americani la un buget de 80 de milioane de dolari americani și a avut, în general, recenzii pozitive din partea criticilor.

## Prezentare
În 2055, o inteligență artificială (IA) detonează un focos nuclear deasupra Los Angeles, California. Ca răspuns, majoritatea națiunilor occidentale încep un război împotriva inteligenței artificiale pentru a preveni dispariția umanității; li se împotrivesc oamenii din așa-numita Asia Nouă (formată din Asia de Est, Asia de Sud și Asia de Sud-Est) care continuă să îmbrățișeze IA. Armata încearcă să-l asasineze pe „Nirmata”, misteriosul arhitect-șef din spatele progreselor IA. USS NOMAD (de la North American Orbital Mobile Aerospace Defence) este dezvoltată ca o stație spațială avansată capabilă să lanseze atacuri distructive de pe orbită.
Sergentul armatei americane Joshua Taylor este un agent sub acoperire împreună cu soția sa însărcinată, Maya Fey, pe care armata o consideră fiica lui Nirmata. Când forțele militare le atacă casa, expunându-l pe Taylor ca un agent secret care încearcă să o folosească pe Maya pentru a-l găsi pe Nirmata, Maya fuge, dar este lovită ulterior de NOMAD.
Cinci ani mai târziu, Taylor lucrează ca parte a echipajului de curățenie zero din centrul Los Angeles. El este abordat de generalul Andrews și colonelul Howell pentru a se alătura unei misiuni de distrugere a unei noi arme concepute de Nirmata, „Alpha O”, despre care se crede că este capabilă să distrugă NOMAD și să schimbe astfel echilibrul războiului în favoarea IA. Pentru a-l recruta, ei redau un videoclip în care o arată pe Maya în viață și sugerează că ar putea să o găsească și să se reîntâlnească cu ea dacă se alătură echipei. În Asia Nouă, separat de restul echipei de atac, Taylor reușește să intre în complexul despre care se crede că deține arma, dar descoperă doar un „simulant” robot sub forma unei fetițe. Se dezvăluie că fata are capacitatea de a controla de la distanță orice tehnologie avansată. Numind-o „Alphie”, Taylor nu ascultă de ordinele lui Howell de a o ucide pe Alphie, iar cei doi călătoresc pentru a-l găsi pe Drew, fostul ofițer comandant al lui Taylor.
Examinând-o pe Alphie, Drew îi spune lui Taylor că este capabilă să devină cea mai puternică armă de pe planetă, deoarece abilitățile ei de a controla tehnologia vor crește exponențial. Poliția din Noua Asia atacă apartamentul lui Drew, ucigând-o pe iubita sa simulatoare Kami, în timp ce Howell și un membru al echipei, McBride, se apropie. Cu ajutorul lui Drew, Taylor localizează semnalul Mayei, dar nu o găsește înainte de a fi atacat, iar Drew este rănit mortal când încearcă să-l protejeze. Înainte să moară, Drew, îi spune lui Taylor că raidul cu cinci ani mai devreme a avut loc din cauza informațiilor adunate că Maya era Nirmata. Taylor și Alphie sunt prinși de forțe din Noua Asia conduse de Harun, un soldat simulant și fost aliat al lui Taylor.
Harun afirmă că detonarea din Los Angeles a fost cauzată de o eroare de codare umană și că guvernul SUA a aruncat vina pe IA, care nu dorește decât să coexiste pașnic cu umanitatea. După ce a scăpat de răpitorii săi, Taylor o salvează pe Alphie și se pregătește să fugă, în timp ce Howell conduce un atac asupra satului. Alphie intervine cu abilitățile ei, dar este grav rănită de McBride. Ea este dusă de urgență la Maya, despre care Taylor află că a fost în comă de la atacul din casa ei, îngrijită de călugări simulanți. Deoarece simulanții nu pot face rău Nirmatei, ea este „prinsă” și nu poate muri. De asemenea, se dezvăluie că Alphie a fost creată după fiica nenăscută a lui Taylor și Maya, care a fost scanată în uter. Îndurerat, Taylor o dă jos pe Maya de pe suportul vital în timp ce Howell și soldații ei sosesc. Sunt uciși de Harun, care îi spune lui Taylor că NOMAD trebuie să fie distrusă pentru ca războiul să se termine.
Taylor și Alphie sunt prinși de forțele americane și duși la Los Angeles, unde Taylor este forțat s-o omoare pe Alphie cu o armă cu electroșocuri. Cu toate acestea, Andrews descoperă mai târziu că acesta este un șiretlic, iar perechea evadează înainte ca Alphie să poată fi incinerată. Urcându-se într-o navetă lunară în portul interplanetar aerian și spațial din Los Angeles, Alphie forțează nava spațială să aterizeze la bordul lui NOMAD, exact când Andrews ordonă un asalt la scară largă asupra bazelor IA rămase pe tot globul. Taylor plantează un exploziv temporizator în timp ce Alphie dezactivează alimentarea cu energie a navei. Înainte ca Taylor să ajungă la capsula de evacuare, Andrews activează un robot cu tentacule care îl împiedică să intre, iar Taylor este forțat să scoată vehiculul cu Alphie în el. În timp ce NOMAD explodează, oprind atacul masiv cu rachete, Taylor îmbrățișează un simulant care seamănă cu Maya, pe care Alphie îl activase folosind un cip de memorie care conținea informațiile pe care Howell le descărcase din creierul Mayei imediat după ce aceasta a murit. Taylor își petrece ultimele momente cu Maya în timp ce NOMAD explodează, ucigându-i pe amândoi, în timp ce Alphie se întoarce pe Pământ și este martoră cum oamenii sărbătoresc distrugerea lui NOMAD.

## Distribuție
- John David Washington – sergentul Joshua Taylor, un sergent și agent sub acoperire al Armatei SUA. Are un braț drept și un picior stâng artificial din cauza rănilor suferite în timpul exploziei nucleare din Los Angeles, în care și-a pierdut părinții și fratele.
- Madeleine Yuna Voyles – Alpha-O / „Alphie”, un simulant robot cu capacitatea de a controla de la distanță tehnologia.
- Gemma Chan – Maya Fey-Taylor / Nirmata, fiica și moștenitoarea Nirmatei originale („Creatorul”) și soția lui Joshua. Chan joacă, de asemenea, mai mulți simulanți de-a lungul filmului, cu înfățișarea Mayei.
- Allison Janney – colonelul Howell, un colonel din armata SUA care îl recrutează pe Joshua. Ea are o prejudecată profundă împotriva IA din cauza pierderii ambilor fii ai săi în război, dintre care unul a fost torturat de insurgenți după ce a fost păcălit de un simulant care l-a sedus.
- Ken Watanabe – Harun, un soldat simulant din Asia Nouă.
- Sturgill Simpson – Drew, fostul tovarăș și cel mai bun prieten al lui Joshua.
- Amar Chadha-Patel – Omni / Sek-on / Sergentul Bui, un cetățean al Noii Asii care și-a donat înfățișarea mai multor simulanți.
- Marc Menchaca – McBride, un soldat din armata americană care face parte din echipa lui Joshua.
- Robbie Tann – Shipley, un soldat din armata americană care face parte din echipa lui Joshua.
- Ralph Ineson – generalul Andrews, principalul antagonist și un general în armata SUA care îl recrutează pe Joshua.
- Michael Esper – Cotton, căpitanul echipei lui Joshua.
- Veronica Ngo – Kami, iubita simulantă a lui Drew.